# Cycas scratchleyana
Cycas scratchleyana F.Muell., 1885 è una pianta appartenente alla famiglia delle Cycadaceae, diffusa nel sud-est asiatico.

L'epiteto specifico scratchleyana è dato in onore dell'ingegnere militare ed amministratore coloniale inglese Sir Peter Henry Scratchley (1835-1885).

## Descrizione
È una cicade con fusto arborescente, alto sino a 4(-7) m e con diametro di 12-20 cm.
Le foglie, pennate, lunghe 170-310 cm, sono disposte a corona all'apice del fusto e sono rette da un picciolo lungo 25-70 cm; ogni foglia è composta da 160-300 paia di foglioline lanceolate, con margine leggermente ricurvo e ondulato, lunghe mediamente 22-31 cm, di colore verde chiaro o scuro, inserite sul rachide con un angolo di 60°.
È una specie dioica con esemplari maschili che presentano microsporofilli disposti a formare strobili terminali di forma strettamente ovoidali o fusoidali, lunghi 20-25 cm e larghi 10-13 cm ed esemplari femminili con macrosporofilli che si trovano in gran numero nella parte sommitale del fusto, con l'aspetto di foglie pennate che racchiudono gli ovuli, in numero di 2-8.  
I semi sono grossolanamente ovoidali, lunghi 43-55 mm, ricoperti da un tegumento di colore arancione o arancio-marrone.

## Distribuzione e habitat
È diffusa in Nuova Guinea, dalle zone costiere fino alle zone pedemontane, ad Ambon e in altre isole delle Molucche.

Prospera su stabili dune sabbiose-coralline di tipo calcareo.

## Conservazione
La IUCN Red List classifica C. scratchleyana come specie prossima alla minaccia (Near Threatened).

La specie è inserita nella Appendice II della Convention on International Trade of Endangered Species (CITES).